# 423
| [ Edytuj tabelę ] |                                            |
| Cesarz Bizancjum  | - 408 Teodozjusz II 450                    |
| Król Franków      | - 420 Faramund 426                         |
| Władca Guptów     | - 414 Kumaragupta 455                      |
| Władca Korei      | - 413 Changsu 491                          |
| Papież            | - 422 Celestyn I 432                       |
| Król Persji       | - 420 Bahram V 439                         |
| Cesarz Rzymu      | - 395 Flawiusz Honoriusz 423 - 423 Jan 425 |
| Król Wandalów     | - 406 Gunderyk 428                         |
| Król Wizygotów    | - 419 Teodoryk I 451                       |

Rok 423 / CDXXIII
stulecia: IV wiek ~
V wiek ~
VI wiek

lata: 413 «
418 «
419 «
420 «
421 «
422 «
423
» 424
» 425
» 426
» 427
» 428
» 433

## Wydarzenia
- 20 listopada – Jan obwołany cesarzem zachodniorzymskim przez rzymskich dostojników, nie uznany przez wschodniorzymskiego cesarza Teodozjusza II.

## Zmarli
- 15 sierpnia – Flawiusz Honoriusz, cesarz rzymski (ur. 384).
- 25 sierpnia – Rufin z Kapui, biskup.
- Eulaliusz, antypapież.